# Patinação artística nos Jogos Olímpicos de Verão de 1920 - Duplas
A competição de duplas da patinação artística nos Jogos Olímpicos de Verão de 1920 foi disputado entre 8 duplas.

## Medalhistas
| Ouro   | FIN Ludowika Jakobsson / Walter Jakobsson |
| Prata  | NOR Alexia Bryn / Yngvar Bryn             |
| Bronze | GBR Phyllis Johnson / Basil Williams      |

## Resultados
| #                 | Nome                                  | Pos.               | Pos. |
| ----------------- | ------------------------------------- | ------------------ | ---- |
| Medalha de ouro   | Ludowika Jakobsson / Walter Jakobsson | FIN Finlândia      | 7.0  |
| Medalha de prata  | Alexia Bryn / Yngvar Bryn             | NOR Noruega        | 15.5 |
| Medalha de bronze | Phyllis Johnson / Basil Williams      | GBR Grã-Bretanha   | 25.0 |
| 4                 | Theresa Weld / Nathaniel Niles        | USA Estados Unidos | 28.5 |
| 5                 | Ethel Muckelt / Sydney Wallwork       | GBR Grã-Bretanha   | 34.0 |
| 6                 | Georgette Herbos / Georges Wagemans   | BEL Bélgica        | 41.5 |
| 7                 | Simone Sabouret / Charles Sabouret    | FRA França         | 45.5 |
| 8                 | Madeleine Beaumont / Kenneth Beaumont | GBR Grã-Bretanha   | 55.0 |

Legenda
| Recorde mundial      | Recorde mundial (World record)               |                       | Recorde africano                      | Recorde africano (African) |                                           | Q | Classificado por posição (Qualified) |
| Recorde olímpico     | Recorde olímpico (Olympic record)            | Recorde da América    | Recorde da América (Americas)         | q                          | Classificado por melhor tempo (Qualified) |   |                                      |
| Melhor marca do ano  | Melhor marca do ano (World leading)          | Recorde asiático      | Recorde asiático (Asian)              | DNS                        | Não largou (Did not start)                |   |                                      |
| Recorde nacional     | Recorde nacional (National record)           | Recorde europeu       | Recorde europeu (European)            | DNF                        | Não terminou (Did not finish)             |   |                                      |
| Recorde pessoal      | Recorde pessoal do atleta (Personal best)    | Recorde da Oceania    | Recorde da Oceania (Oceania)          | DSQ / DQ                   | Desclassificado (Disqualified)            |   |                                      |
| Recorde da temporada | Recorde da temporada do atleta (Season best) | Recorde sul-americano | Recorde sul-americano (South America) | NM                         | Sem marca (No mark)                       |   |                                      |